# Beaumont (Mississippi)
Pour les articles homonymes, voir Beaumont.
La ville américaine de Beaumont est située dans le comté de Perry, dans l’État du Mississippi. Lors du recensement de 2000, sa population s’élevait à 977 habitants.

## Source
- (en) Cet article est partiellement ou en totalité issu de l’article de Wikipédia en anglais intitulé « Beaumont, Mississippi » (voir la liste des auteurs).